# Louis Graveure

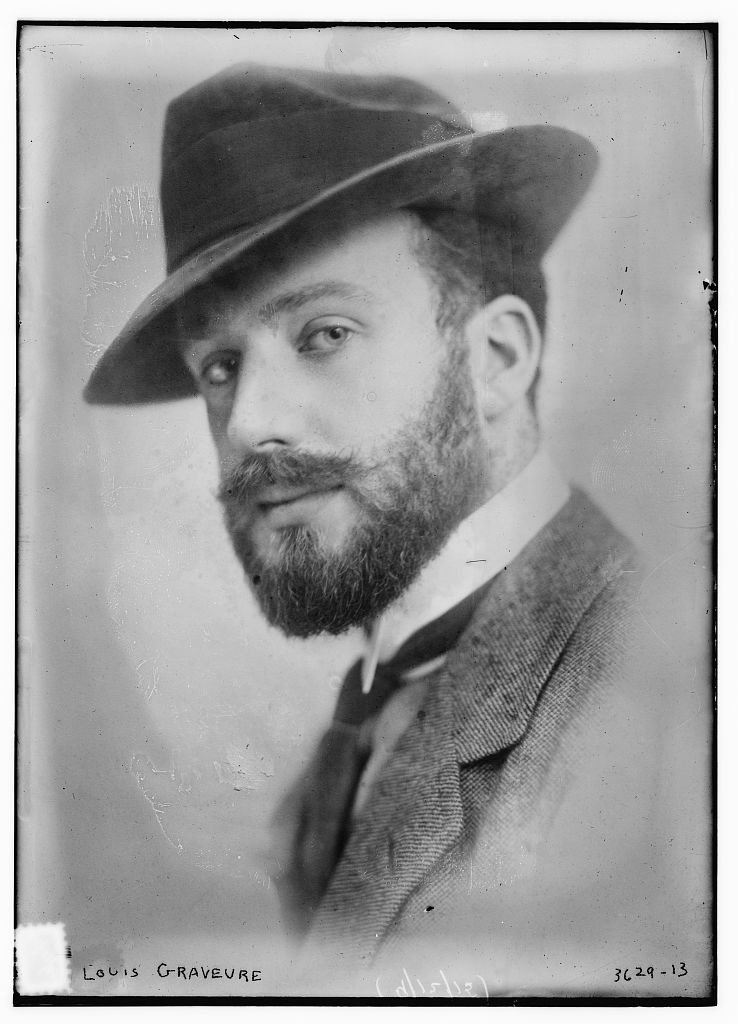
Louis Graveure (um 1910)

Louis Graveure (eigentlich Wilfred Douthitt; * 18. März 1888 in London; † 27. April 1965 in Los Angeles) war ein englischer Schauspieler und Sänger der Stimmlage Bariton.

## Leben und Werk
Louis Graveure studierte Gesang bei Clara Novello-Davies (1818–1908) in England. Er kam unter seinem eigentlichen Namen Wilfred Douthitt in die Vereinigten Staaten und sang am 28. Oktober 1914 in New York den Bariton-Part in der Operette The Lilac Domino von Charles Cuvillier an der Seite der amerikanischen Opernsängerin Eleanor Painter (1886–1947) ohne durchschlagenden Erfolg. 1915 kam er unter dem Namen Louis Graveure (Graveure nach dem Geburtsnamen seiner Mutter) wieder in die Vereinigten Staaten nach Portland und sang dort das Baritonsolo aus dem Elias von Felix Mendelssohn. Unter diesem Namen und mit diesem Stück schaffte er den Durchbruch als hochgefragter Konzertsänger. Die Frage der Presse, ob er dieselbe Person wie Wilfrid Douthitt sei, verneinte er schlichtweg und erfand eine Hintergrundgeschichte, nach der er, Louis Graveur, aus Belgien stamme. Infolge der Unklarheiten um seine Identität wurde er von der Presse als the mystery man tituliert. Die Episoden um the mystery man müssen wohl als eine frühe und erfolgreiche Werbestrategie des 20. Jahrhunderts in eigener Sache bewertet werden. 1916 heiratete er die in Berlin ausgebildete Sopranistin Eleanor Painter. Entsprechend trat Louis Graveure auch ab den frühen 1920er Jahren in Berlin auf, da seine Frau das künstlerische Metier der Stadt kannte. Eleanor Painter ließ sich 1930 von Louis scheiden und heiratete anschließend einen wohlhabenden Geschäftsmann. Am 5. Februar 1928 gab Graveure in New Yorker Town Hall ein Konzert als Tenor und wechselte die Stimmlage. Von 1931 bis 1938 trat Graveure dann häufig in Deutschland, von 1938 bis 1940 in Frankreich und von 1940 bis 1947 in England auf. 1947 kehrte er in die Vereinigten Staaten zurück. Er konnte dort nicht an seine früheren Erfolge anknüpfen, denn die Auftritte als Tenor forderten ihren Tribut.
In Berlin beispielsweise sang Louis Graveure fast ausschließlich folgende fünf Rollen: Den Faust von Charles Gounod, den Rodolfo aus La Bohème, den Pagliacci von Ruggero Leoncavallo, den Don José aus Carmen und den Lohengrin von Richard Wagner. Mit seinem athletischen Körper, mit seinem hübschen Gesicht und seinen elektrisierenden Darbietungen erzeugte Graveure eine nahezu magnetische Bühnenpräsenz. Aus den Berliner Auftritten heraus entstanden vier Filme. Im zweiten, 1934 gedrehten Film Ein Walzer für dich spielte er an der Seite von Camilla Horn. Als Joseph Goebbels im gleichen Jahr die Deutsche Oper als Arm des NS-Propagandaministeriums vereinnahmte, wurden Elemente dieser Filme zu Propagandazwecken missbraucht. 1938 wurde Louis Graveure in Deutschland der Spionage bezichtigt. Er wich nach Südfrankreich aus. 1940, kurz nachdem die Nationalsozialisten in Paris einmarschiert waren, versuchte er, Frankreich für eine Konzerttournee in Richtung Vereinigte Staaten zu verlassen. Graveure wurde gegen seinen Willen nach England umgeleitet, wo er für die Dauer des Zweiten Weltkriegs verblieb.
Louis Graveure wirkte an zahlreichen Musikschulen als Gesangslehrer. Er starb am 27. April 1965 in San Francisco unter dem Namen Louis Graveure.

## Filmografie
- 1933: Es gibt nur eine Liebe
- 1934: Ein Walzer für dich
- 1934: Ich sehne mich nach dir
- 1936: Ein Lied klagt an